# روگوف اوپولسکی
روگوف اوپولسکی (به لهستانی:  Rogów Opolski) یک روستا در لهستان است که در گمینا کراپکوویتسه واقع شده‌است.